# Power Rangers: Battle for the Grid
Power Rangers: Battle for the Grid — компьютерная игра в жанре файтинга с персонажами франшизы «Могучие рейнджеры», разработанная студией nWay. Версия для Xbox One и Nintendo Switch была выпущена 26 марта 2019 года, для PlayStation 4 — 2 апреля 2019 года, для Microsoft Windows — 24 сентября 2019 года. Limited Run Games выпустила физическую версию игры для Switch и PlayStation 4. В июле 2019 года был реализован кроссплатформенный геймплей. В январе 2020 года в США была организована киберспортивная лига «Power Rangers: Battle for the Grid». С марта 2020 года игра была включена в Xbox Game Pass.
| Сводный рейтинг    | Сводный рейтинг                        |
| Агрегатор          | Оценка                                 |
| ------------------ | -------------------------------------- |
| Metacritic         | (NS) 61/100 (PS4) 65/100 (XONE) 53/100 |
| Иноязычные издания |                                        |
| Издание            | Оценка                                 |
| IGN                | 6,8/10                                 |
| Nintendo Life      | [ 6 ]                                  |